# Verlobung in Hullerbusch
Verlobung in Hullerbusch ist ein DDR-Fernsehfilm aus dem Jahr 1979 nach dem gleichnamigen Roman von Joachim Wohlgemuth.

## Handlung
1960: Walter Wagemühl, Großbauer in Westdeutschland, sucht alters- und gesundheitsbedingt einen Nachfolger für seinen Hof. Deshalb soll seine Adoptivtochter Catharina in die DDR reisen, Walters Neffen Ewald besuchen und, falls er ihr gefällt, in den Westen mitbringen und heiraten. Ewald wohnt in Ostberlin und steht gerade kurz vor dem Examen als Diplomlandwirt. Er möchte danach LPG-Vorsitzender in seinem Heimatdorf Hullerbusch werden. Das hat er auch Max Korn versprochen, dem Sekretär der SED-Kreisleitung, den er als eine Art Mentor ansieht. Als Professor Schulz ihm aber eine Assistentenstelle und damit den Einstieg in eine Wissenschaftskarriere anbietet, traut er sich nicht, nein zu sagen – zumal dieses Angebot mit der Frage nach seiner Haltung zur Partei verbunden wird.
Bei einer Party im Studentenclub begegnen sich Ewald und Catharina zum ersten Mal seit ihrer Kindheit. Die beiden tanzen, später nimmt Catharina ihn mit in ihr Hotel im Westteil der Stadt. Erst dort gibt sie zu, dass sie ihn im Auftrag ihres Adoptivvaters als Heiratskandidat begutachten soll und sogar schon ein Flugticket für ihn hat.
Auf Walters Hof wird Ewald freudig begrüßt. Walter vertraut ihm an, dass er Krebs hat und wohl icht mehr lange leben werde. Er fragt ihn direkt, ob er Catharina heiraten wolle und Ewald stimmt zu, um Walter zu beruhigen – und weil er wieder einmal nicht nein sagen kann. Allerdings will Catharina auf keinen Fall zu ihm nach Hullerbusch ziehen, und Ewald will nicht in den Westen gehen, sondern „beim Aufbau des Sozialismus mithelfen“.
Ein paar Monate später reist Catharina zu Ewald nach Hullerbusch, um mit seinem Vater Ernst und seiner Großmutter die Verlobung zu feiern. Walter kann wegen seiner Erkrankung nicht mitreisen und ist mit seinem Bruder Ernst sowieso seit langer Zeit zerstritten. Ernst glaubt, dass Ewald eine Wissenschaftskarriere in Berlin bevorsteht und hat ihm sogar schon ein Haus in Biesdorf besorgt. Bei einem Spaziergang zu zweit offenbart Catharina Ewald ihre Zukunftspläne: Sie will mit ihm nach Walters Tod dessen Hof übernehmen und eine Pelztierzucht daraus machen. Ewald hat daran aber kein Interesse und will immer noch die LPG Hullerbusch leiten.
Ernst reist in den Westen, um sich mit seinem todkranken Bruder zu versöhnen. Dieser erzählt ihm, er habe sein Testament geändert: Catharina, die er nie offiziell adoptiert habe, traue er nicht, habe sie deshalb enterbt und stattdessen den Hof Ewald vermacht. Ernst kehrt mit dieser (aus seiner Sicht) freudigen Nachricht zu Ewald zurück. Dieser will das Erbe nicht antreten, wodurch es Ernst, Walters nächstem Verwandten, zufällt. Bald darauf erreicht Ewald per Telegramm die Nachricht von Walters Tod. Ernst ist mit seiner Mutter in den Westen übergesiedelt und verwaltet nun Walters Hof. Da er der Gerissenheit der westdeutschen Kaufleute nicht gewachsen ist, lässt er sich von einem Möbelvertreter über den Tisch ziehen und gibt alte, wertvolle Bauernmöbel zu einem viel zu geringen Preis in Zahlung. Die enterbte Catharina verlässt den Hof.
Inzwischen hat Ewald mit Professor Schulz reinen Tisch gemacht und ihm erzählt, wie er sich zwischen alle Stühle gesetzt habe und dass er die Assistentenstelle ablehnen müsse. Daraufhin wird ihm wegen „charakterlicher Schwäche“ und wegen seiner illegalen Ausreise der Studienabschluss verweigert und er wird „zur Bewährung“ als Hilfsarbeiter zu einer Bautruppe versetzt. Doch dann wirft der bisherige LPG-Vorsitzende in Hullerbusch seinen Posten hin, und Max Korn braucht Ewald dringend als Ersatz. Er kann den Professor überzeugen, Ewald doch noch das Studium abschließen zu lassen, und nimmt das Diplomzeugnis gleich mit. Korn trifft Ewald in dessen Berliner Wohnung nicht an und befürchtet, er sei in den Westen abgehauen. Doch dann trifft er Ewald auf der Landstraße in Richtung Hullerbusch, übergibt ihm sein Diplom und macht ihn zum neuen LPG-Vorsitzenden.
In Ewalds nun leerstehendem Elternhaus trifft er auf Catharina, die dort auf ihn gewartet hat. Sie erzählt von Ernsts Misserfolgen bei der Verwaltung des Hofes und vom Heimweh der Großmutter, die sie bald wieder nach Hause bringen will. Ewald hofft, Catharina habe es sich überlegt und bleibe nun bei ihm. Die beiden verbringen die Nacht zusammen, doch am nächsten Morgen ist Catharina wieder verschwunden.
Im Abspann springt die Handlung etwa 20 Jahre in die Zukunft (also in die Gegenwart der Entstehung des Films): Ewald, der offensichtlich Karriere gemacht hat, wird im Auto durch ein inzwischen gewachsenes und moderneres Hullerbusch gefahren.

## Produktion
Der Film ist eine Produktion des DEFA-Studios für Spielfilme für das Fernsehen der DDR und wurde am 30. Oktober 1979 zum ersten Mal ausgestrahlt. 2016 erschien er bei Icestorm Entertainment auf DVD.

## Rezeption
„Arg altmodisch.“